# السودة (وشحة)

تعديل مصدري - تعديل

السودة هي إحدى قرى عزلة ضاعن بمديرية وشحة التابعة لمحافظة حجة، بلغ تعداد سكانها 137 نسمة حسب تعداد اليمن لعام 2004.